# 130 nm 공정
130 nm(나노미터) 공정 또는 0.13 µm(마이크로미터) 공정은 회로선 폭이 130 nm인 반도체를 다루는 공정 기술 수준이다. 2000년에서 2001년 경 인텔, IBM, 텍사스 인스트루먼트, TSMC 등의 회사가 달성하였다.
130 나노미터라는 값의 기원은 매 2 ~ 3년마다 반도체의 게이트 길이를 이전 세대의 공정에 비해 70% 수준으로 축소하는 것을 반영한 동향에서 나왔다. 130 나노미터의 공식적인 명칭은 국제 반도체 기술 로드맵(ITRS)에서 확정하였다.
인텔 펜티엄 III의 투알라틴은 이 공정으로 제조된 최초의 CPU 중 하나이다.

## 130 나노미터 제조 공정을 적용한 프로세서
- 2001년 4월 인텔 펜티엄 III 투알라틴
- 2001년 10월 2일 인텔 셀러론 투알라틴-256
- 2003년 3월 12일 인텔 펜티엄 M 베니어스
- 2002년 1월 7일 인텔 펜티엄 4 노스우드
- 2002년 9월 18일 인텔 셀러론 노스우드-128
- 2002년 2월 25일 인텔 제온 프레스토니아, 갈라틴
- 2001년 비아 C3
- AMD 애슬론 XP의 서러브레드, 쏘톤, 바톤
- 2002년 8월 27일 AMD 애슬론 MP의 서러브레드
- AMD 애슬론 XP-M의 서러브레드, 바톤, 더블린
- 2003년 8월 21일 AMD 듀론의 애플브레드
- 2004년 7월 28일 AMD K7 셈프론의 서러브레드-B, 쏘톤, 바톤
- 2004년 7월 28일 AMD K8 셈프론의 파리
- 2003년 9월 23일 AMD 애슬론 64의 크로우해머, 뉴캐슬
- 2003년 6월 30일 AMD 옵테론의 슬레지해머
- 2008년 4월 27일 엘브러스 E2K 1891ВМ4Я (1891VM4YA)[1]
- 2008년 7월 27일 MCST R-500S 1891BM3[2]
- Vortex 86SX[3]